# فورزا موتور اسپورت ۲

فورزا موتور اسپورت ۲ (به انگلیسی: Forza Motorsport 2) یک بازی ویدئویی به سبک شبیه‌سازی مسابقه است که توسط ترن ۱۰ استودیوز توسعه یافته و به‌وسیلهٔ استودیو مایکروسافت به طور انحصاری برای کنسول اکس‌باکس ۳۶۰ منتشر شده‌است. این بازی دومین قسمت از مجموعه بازی‌های فورزا، و دنبالهٔ فورزا موتور اسپورت (منتشرشده در سال ۲۰۰۵) به‌شمار می‌رود.

## پیوند ب بیرون
- وبگاه رسمی